# Роналдо (футболист, р. 2000)
Роналдо Сезар Соареш дос Сантос (на португалски: Ronaldo Cezar Soares dos Santos) е бразилски футболист, който играе като нападател за Ростов.

## Кариера
Започва своята кариера в Сао Каетано и  дебютира на 22 януари 2020 г. Вкарва първия гол в кариерата си на 7 март.
През ноември 2020 г. подписва с Баия, но играе за юношеската формация на клуба. Дебютира за мъжкия състав на 28 юли 2021 г. С Баия той играе в бразилската Серия А като дебютира срещу Спорт Ресифе, на 1 август 2021 г.
През лятото на 2022 г., той подписва договор с българския Левски София. Дебютира на 9 юли 2022 г. при загубата на Левски от ФК ЦСКА 1948 с 1-0.
През октомври 2023 г. получава българско гражданство.